# Glioxál
A glioxál egy szerves vegyület, a legegyszerűbb dialdehid (két formilcsoportot tartalmazó aldehid) és egyben a legegyszerűbb dioxovegyület (két karbonilcsoportot tartalmazó oxovegyület). Az egyetlen 1,2-dialdehid (szomszédos formilcsoportokat tartalmazó dialdehid). Szobahőmérsékleten sárga színű kristályos anyag vagy zöldessárga színű folyadék. Olvadáspontja alacsony (15 °C). A gőzei is zöldessárga színűek. Szúrós szagú vegyület, vízben, alkoholban, éterben egyaránt jól oldódik.

## Kémiai tulajdonságai
A glioxál mutatja az aldehidekre jellemző reakciókat. Könnyen képez addíciós származékokat. Könnyen képződik belőle acetál is. Redukálja az ammóniás ezüst-hidroxid oldatot is, az ezüsttükörpróbát tehát mutatja.
Két formilcsoportja egymásra elektronszívó hatást gyakorol. Emiatt a glioxál vízzel stabil hidrátot képez.
{\displaystyle \mathrm {OHC{-}CHO+2\ H_{2}O\rightarrow HO{-}CHOH{-}CHOH{-}OH} }
A glioxál a formaldehidhez hasonlóan könnyen polimerizálódik. Állás közben polimerizációval poliglioxállá alakul, ami fehér színű kristályos anyag. A poliglioxál polimer homológok keveréke. Lúgok vagy hevítés hatására depolimerizálódik, visszaalakul glioxállá.
Lúgok hatására már szobahőmérsékleten intramolekuláris Cannizzaro-reakcióba lép, és glikolsavvá alakul.
{\displaystyle \mathrm {OHC{-}CHO\rightarrow HO{-}CH_{2}{-}COOH} }

## Előállítása
A glioxál etilénglikolból vagy acetaldehidből állítható elő oxidációval. Az etilénglikol gőzei 300 °C-on réz-oxid hatására glioxállá oxidálódnak.
{\displaystyle \mathrm {HO{-}CH_{2}{-}CH_{2}{-}OH+2\ CuO\rightarrow OHC{-}CHO+2\ Cu+2\ H_{2}O} }

## Felhasználása
A glioxál könnyen lép kondenzációs reakcióba ammóniával és aminocsoportot tartalmazó vegyületekkel, emiatt heterociklusos vegyületek szintézisére használják. A műanyagipar is felhasználja.
Hidroxilammónium-klorid és glioxál hidrogén-szulfit-adduktumából protonakceptorral glioxim állítható elő.